# Echinoderes ulsanensis
Echinoderes ulsanensis är en djurart som tillhör fylumet pansarmaskar och som beskrevs av Andrej V. Adrianov 1999.
Echinoderes ulsanensis ingår i släktet Echinoderes och familjen Echinoderidae. Inga underarter finns listade i Catalogue of Life.